# Luuk te Boekhorst
Luuk te Boekhorst (Doetinchem, 15 januari 1987) is een Nederlands voormalig voetballer. Hij speelde als verdediger of verdedigende middenvelder.
Te Boekhorst speelde in zijn jeugd voor SDOUC uit Ulft, alvorens hij naar De Graafschap werd gehaald. Op 28 oktober 2005 debuteerde de Te Boekhorst in de hoofdmacht van de 'superboeren' in de verloren thuiswedstrijd tegen FC Emmen. Zijn tweede wedstrijd zou in februari 2006 volgen. Tijdens de play-offs in de uitwedstrijd tegen VVV scoorde Te Boekhorst zijn eerste doelpunt in het betaalde voetbal met een afstandschot met zijn zwakkere linkerbeen.
Begin 2007 wilde De Graafschap wel met hem verder, maar ze wilden de optie in het contract (waarin een opwaardering van het contract zat) niet lichten. De club wilde met dezelfde voorwaarden het contract verlengen en Te Boekhorst verhuren, maar hier wilde hij geen gebruik van maken. Hij maakte per 1 juli 2007 de overstap naar Go Ahead Eagles. In het seizoen 2009-2010 ging hij naar WHC. Voor het seizoen erna werd overschrijving aangevraagd naar SDOUC. Door aanhoudende knieproblemen kwam hij bijna niet meer in actie en heeft hij noodgedwongen zijn loopbaan moeten beëindigen. Hij is hierna begonnen met het trainen van jeugdteams bij SDOUC. Zo heeft hij onder anderen de B1 en de E1 onder zijn hoede gehad.  Nadat de trainer van het 2e elftal van SDOUC er onverwachts mee stopte werd Te Boekhorst interim-trainer.

## Statistieken
| Seizoen        | Club            | Land      | Competitie     | Wed. | Goals |
| -------------- | --------------- | --------- | -------------- | ---- | ----- |
| 2005/06        | De Graafschap   | Nederland | Eerste divisie | 12   | 0     |
| 2006/07        | De Graafschap   | Nederland | Eerste divisie | 8    | 0     |
| 2007/07        | Go Ahead Eagles | Nederland | Eerste divisie | 19   | 0     |
| 2008/09        | Go Ahead Eagles | Nederland | Eerste divisie | 3    | 0     |
| Totaal         | Totaal          | Totaal    | Totaal         | 42   | 0     |
| Bijgewerkt tot | 30 januari 2009 |           |                |      |       |